# L’esule di Roma

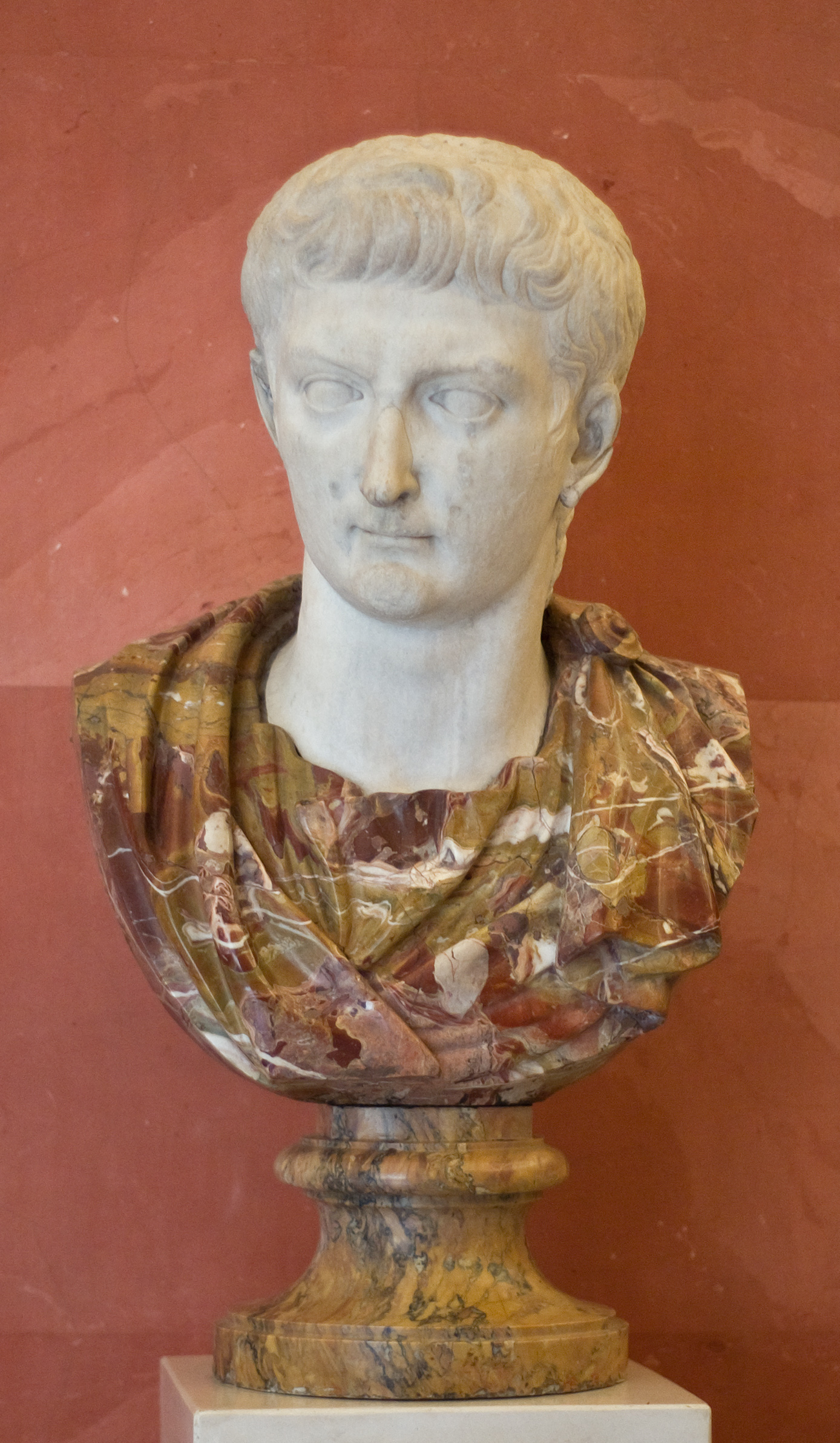
Die Oper spielt zur Zeit von Kaiser Tiberius (Marmorbüste, 1. Jhd., heute: Eremitage, St. Petersburg)

L’esule di Roma, ossia il proscritto („Der Verbannte von Rom, oder der Geächtete“) ist eine Opera seria (im Original: melodramma eroico) in zwei Akten von Gaetano Donizetti mit einem Libretto von Domenico Gilardoni. Die Uraufführung fand im Teatro San Carlo in Neapel am 1. Januar 1828 statt. Die Oper wurde auch unter dem Titel Settimio il proscritto („Settimio, der Geächtete“) aufgeführt.

## Handlung
Die Oper spielt im antiken Rom zur Zeit von Kaiser Tiberius (42 v. Chr. – 37 n. Chr.), der jedoch nicht in Person auftritt. Eine weitere historische Person, die im Libretto im Zusammenhang mit der Verurteilung von Settimio mehrfach erwähnt wird, ist Tiberius’ berühmter Favorit Seianus (um 20 v. Chr. – 31 n. Chr.).

### Akt 1
Während der Feiern eines Triumphzuges für den siegreichen Publio in Rom kann der Senator Murena kaum verbergen, dass ihm etwas auf dem Gemüt lastet: Er leidet unter einem schlechten Gewissen, weil er an der Verbannung des von seiner Tochter Argelia geliebten Settimio schuld ist. In dieser Stimmung empfängt Murena Publio, welchem er Argelia zur Frau versprochen hat. Publio wundert sich über Murenas düstere Stimmung und über Argelias Abwesenheit.
Der verbannte Settimio ist heimlich nach Rom zurückgekehrt, weil er Sehnsucht nach Argelia hat, und wartet vor dem Hause Murenas. Als Argelia mit ihrer Schwester und ihren Sklavinnen erscheint, versteckt sich Settimio und beobachtet sie zunächst von Weitem. Erst als Argelia allein ist, gibt er sich zu erkennen und die beiden umarmen sich voller Wiedersehensfreude. Ihr Stelldichein wird jedoch rüde unterbrochen, als der Centurio Lucio auftaucht und Settimio gefangen nimmt.
Da tritt Publio ein, der eine direkte Aussprache mit Argelia provoziert und sehr verständnisvoll reagiert, als diese ihm gesteht, dass sie in Wahrheit Settimio liebe. Publio verzichtet auf Argelia und möchte dem mit ihm befreundeten Settimio helfen, so gut er kann.
Inzwischen erfährt Murena zu seinem Schrecken von dem Decurio Fulvio, dass Settimio wieder in Rom ist und dass er selber im Senat erwartet wird. Voller Gewissensbisse und in dem Bewusstsein, dass man dort das Todesurteil über Settimio verhängen wird, verlässt Murena das Haus.
Argelia trifft sich noch einmal mit Settimio, der bereits davon spricht, dass er im Circus enden werde. Er erzählt ihr von seinem Leben im Exil und wie er sich dort in der Wildnis mit einem Löwen anfreundete, nachdem er diesem einen Dorn aus der Pranke gezogen hatte. Dann erzählt er ihr von seiner Begegnung mit dem todkranken Flavio, der ihm von der Verschwörung gegen ihn (Settimio) erzählte und ihm auch Beweismaterial sowie den Namen des Hauptschuldigen aushändigte.

Als zwischenzeitlich die Verwandten Murenas die Nachricht von Settimios Todesurteil bringen, will Settimio gehen, aber Argelia fordert ihn auf, ihr die Papiere über die Verschwörung und die wahren Schuldigen zu geben. Settimio weigert sich zuerst, gibt jedoch schließlich nach, und Argelia muss zu ihrem Entsetzen feststellen, dass ihr eigener Vater der Hauptschuldige ist und dass er, wenn diese Wahrheit ans Licht kommt, ebenfalls in Lebensgefahr schwebt.

In diesem Moment kehrt Murena, seelisch völlig fertig und voller Schuldgefühle, aus dem Senat zurück und erbleicht, als er ausgerechnet Settimio, „sein Opfer“, vor sich sieht. In der nun folgenden Konfrontation fordert Settimio Argelia auf, die Beweise gegen ihren Vater zu verbrennen. Murena dagegen fleht Settimio auf Knien an, mit Argelia aus Rom zu fliehen, aber Settimio weigert sich um seiner Ehre willen und verlässt das Haus.

### Akt II
Murena kann die auf ihm lastende Schuld nicht länger ertragen und hat den Verstand verloren. In einer Schreckensvision sieht er den unschuldigen Settimio bereits im Circus, von wilden Tieren zerfleischt, unter dem Jubel des Volkes. Während seine Verwandten versuchen ihn zu beruhigen, sieht sich Murena selber bereits in die Unterwelt hinabfahren.
Publio kommt zu Argelia. Er will beim Kaiser Tiberio für Settimio intervenieren und sieht eine letzte Rettung darin, dass auch Murena ein gutes Wort für Settimio einlegt. Doch Argelia berichtet Publio vom Zusammenbruch ihres Vaters und bittet Publio, es allein zu versuchen.
Leontina bittet Argelia zu kommen, da es Murena sehr schlecht gehe und sie das Schlimmste fürchte. Da erscheint Murena selber und klagt sich an, er sei es nicht wert, von Argelia Vater genannt zu werden. Er will Settimio retten, indem er seine eigene Schuld gesteht und sich damit selber ans Messer liefert. Argelia ist entsetzt, sie will ihren Vater nicht verlieren und beschließt, selber zu Kaiser Tiberio zu gehen und um Gnade zu bitten.
Im Kerker bereitet sich Settimio auf seinen Tod vor. Er denkt an Argelia und daran, dass er sein Leben dafür hingibt, dass ihr Vater verschont wird. Er tröstet sich damit, dass er sie nochmal sehen durfte und dass er für sie sterben wird.
Auf einem Platz irrt Argelia voller Angst um Settimio und um ihren Vater umher. Es ist ihr nicht gelungen, zum Kaiser vorgelassen zu werden und um Gnade zu bitten. Von weitem sieht man, wie Settimio inmitten einer Menschenmenge zum Circus geführt wird. Argelia bricht in völlige Verzweiflung aus.

Doch plötzlich hört man Lärm und eine Volksmenge strömt auf den Platz. Leontina, die Sklavinnen und Verwandten bringen die Nachricht, dass Settimio und Murena gerettet seien. Fassungslos sieht Argelia die beiden Arm in Arm mit Publio kommen und Settimio berichtet, dass der Löwe in der Arena sein alter Freund war, dem er einst in der Wildnis das Leben rettete und der ihn wiedererkannte und nun sein Leben rettete. Kaiser Tiberio wiederum verschonte Murena, weil dieser sich ihm weinend zu Füßen warf; aber Murenas Name wurde aus dem Senat gestrichen. Argelia bricht in Freudentaumel aus und alle singen: „Jede Qual verfliegt wie der Nebel im Wind...“.

## Musikalische Gestaltung

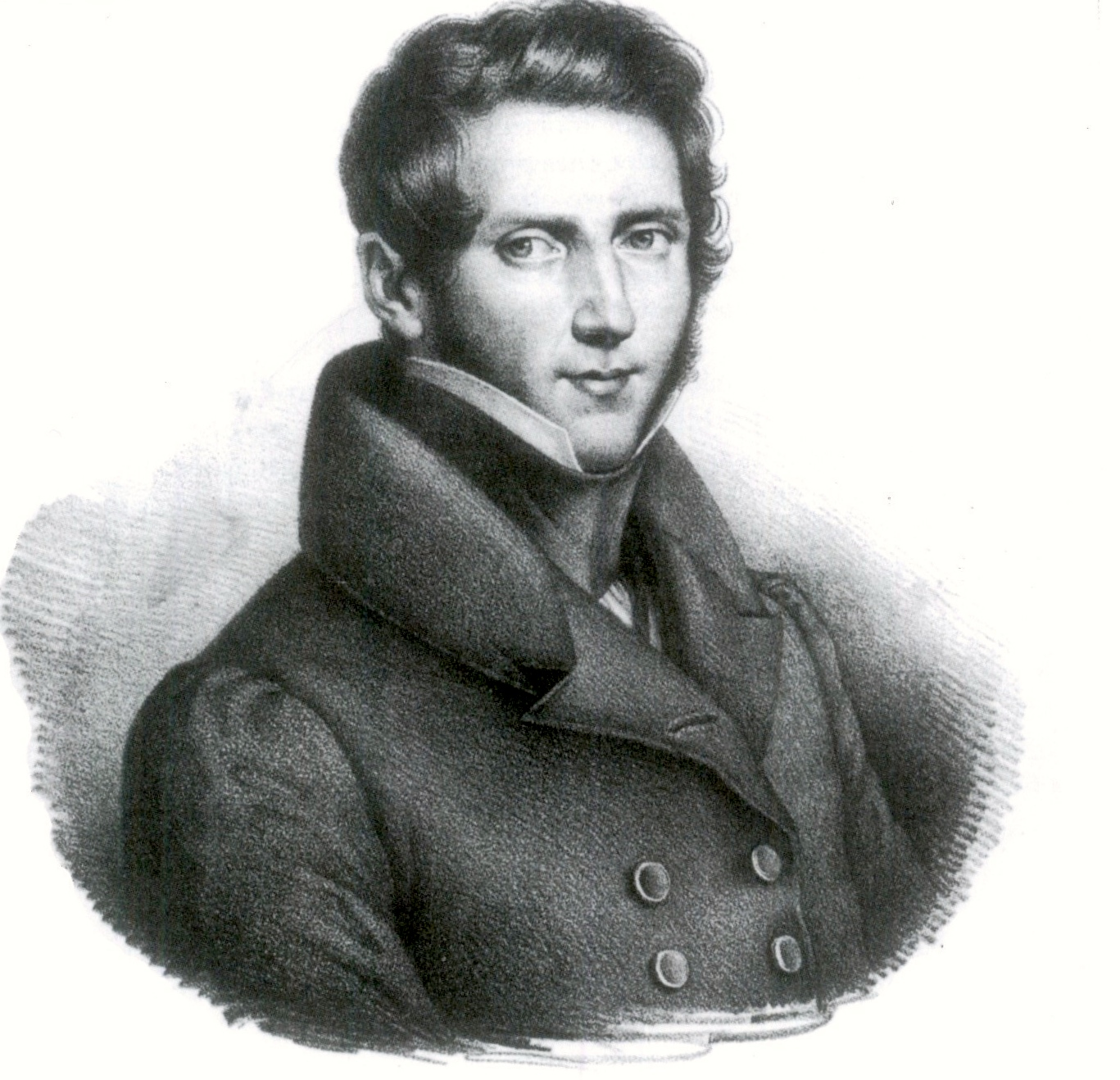
Gaetano Donizetti

L’esule di Roma ist ein Werk des Übergangs, in dem es Donizetti gelang, den stilistischen Einfluss von Rossini abzulegen, obwohl er danach durchaus noch einige Opern schrieb, in denen er Rossini-Formeln verwendete (z. B. in Alina regina di Golconda (1828) oder Elisabetta al castello di Kenilworth (1829)). Abgesehen von dem kurzen Auftritt des Publio in Akt I, der noch an Rossinis typische Helden erinnert, ist der Gesangsstil hier jedoch beinahe schlicht, von übertriebenem Koloraturen-Schmuck „gereinigt“ und dabei romantisch gefühlvoll (allerdings dürften die damaligen Interpreten alle Wiederholungen frei nach eigenem Gusto verziert haben). Ob Donizetti seiner Musik wegen der klassisch-antiken Handlung einen „klassizistischen“ Stil geben wollte oder dies auf einen gewissen Einfluss Bellinis zurückzuführen ist – oder beides –, lässt sich wohl nicht mit Sicherheit bestimmen. Das Ergebnis ist eine Partitur, die bereits sehr romantisch wirkt, auch wenn Donizetti vor allem im ersten Akt noch nicht durchgehend die expressiven Tiefen oder Höhen erreicht wie später ab Anna Bolena (1830). Besonders in der Behandlung der orchesterbegleiteten Rezitative zeigen sich noch Schwächen in der dramatischen Gestaltung. Auch gibt es punktuell beim poetischen Auftritt der Argelia mit einer von Flöte und Harfe begleiteten „Romanze“ noch stilistische Reminiszenzen an Donizettis Lehrer Giovanni Simone Mayr.
Die berühmteste und von Anfang an meist gelobte Nummer der Oper ist das Terzett, mit dem Donizetti ungewöhnlicherweise den ersten Akt beschließt. Normalerweise war als Finale I ein großes Concertato aller Solisten mit Chor üblich, Donizetti setzte sich hier also bewusst und erfolgreich über eine althergebrachte Tradition und die damaligen Publikumserwartungen hinweg. Besonders der nahtlos aus dem Rezitativ sich entwickelnde Larghetto-Abschnitt, in dem er alle drei Personen – Argelia, Settimio und Murena – in musikalisch meisterhafter Weise ihre völlig unterschiedlichen Gefühle ausdrücken lässt, ist überaus gelungen und von großer Schönheit. Selbst Rossini soll gesagt haben, dass allein dieses Terzett ausreichen würde, um den Ruhm eines Komponisten zu begründen. Bellini beendete Ende 1831 den ersten Akt von Norma (1831) ebenfalls mit einem Terzett (aber unter Beteiligung des Chores) und löste selbst dann anfangs noch Befremden aus.
Dabei sollte nicht übersehen werden, dass auch die Duette von Argelia und Settimio in Akt I dem hochgelobten Terzett an Ausdruckskraft kaum nachstehen. L’esule di Roma verfügt darüber hinaus über weitere Glanzpunkte. Nicht nur die schon von Ashbrook hervorgehobene und ungewöhnliche „Wahnsinnsszene“ für Bass (Murena) mit Chor zu Beginn des zweiten Aktes, sondern auch die darauffolgende Tenorarie für Settimio sind voll von tiefem und melancholischem Ausdruck. Im emotional aufgeladenen Finale mit Argelia und dem dramatisch agierenden Chor kreiert Donizetti erfolgreich eine musikalische Steigerung, die sich in der abschließenden virtuosen Cabaletta für den Sopran entlädt. Diese ist keineswegs eine bloße Demonstration einer „geläufigen Gurgel“, sondern ein Beispiel für dramatisch motivierte Koloraturen (die nicht an Rossini erinnern !) und ein wirkungsvoller Abschluss der Oper. Es sei darauf hingewiesen, dass ein lieto fine als Abschluss einer Opera seria zur Entstehungszeit noch nicht völlig überholt oder altmodisch war, auch wenn Donizetti selber bald das tragische, ja tödliche, Ende vorziehen würde.

## Werkgeschichte
L’esule di Roma ist Donizettis erste von drei Opern aus der römischen Antike; die beiden anderen sind Fausta (1832) und Poliuto (1838) (bzw. Les martyrs (1840)); eventuell könnte man auch noch den spät-antik byzantinischen Belisario (1836) zur Gruppe dieser Opern zählen. Gilardonis Libretto geht zurück auf Luigi Marchionnis Il proscritto romano, ossia Il leone del Caucaso (Neapel, 1820); dieses wiederum basiert auf Androcles, ou Le lion reconnaissant (Paris, 1804) von Louis-Charles Caigniez und Debotière. Wie diese beiden Titel verraten, stand die Erzählung vom befreundeten Löwen, der zum Lebensretter wird, in den Vorgängerwerken stärker im Zentrum.
In der Uraufführung der Oper im Teatro San Carlo am 1. Januar 1828 sang eine glanzvolle Starbesetzung mit Luigi Lablache (Murena), Adelaide Tosi (Argelia) und Berardo Winter (Settimio) an der Spitze sowie in den Nebenrollen Celestino Salvatori (Publio), Edvige Ricci (Leontina), Gaetano Chizzola (Lucio) und Capranica figlio (Fulvio). Die Oper war ein voller Erfolg, einer der größten, den Donizetti bis dahin hatte, und wurde noch im Juli desselben Jahres in einer leicht revidierten Fassung an der Mailänder Scala gegeben, mit Henriette Méric-Lalande als Argelia und wiederum mit Lablache und Winter in den männlichen Hauptrollen; L’esule di Roma war die vierte Oper Donizettis, die an der Scala gespielt wurde, erreichte dort aber zunächst nur 10 Aufführungen.
Bis in die 1840er Jahre wurde die Oper regelmäßig in ganz Italien gespielt und erreichte 1832 auch Madrid und London, 1833 Barcelona und 1836 Lissabon.
In Donizettis Heimatstadt Bergamo kam es 1840 in Anwesenheit des Komponisten zu einer Gala-Aufführung mit Eugenia Tadolini (Argelia), Domenico Donzelli (Settimio) und Ignazio Marini (Murena). Dafür überarbeitete Donizetti die Oper etwas und komponierte eine neue Tenorarie für Donzelli.
Ihre wahrscheinlich letzte Inszenierung im 19. Jahrhundert erlebte die Oper am Teatro del Fondo in Neapel im Jahr 1869.
Trotz zweier Wiederbelebungen in den 1980er Jahren – die eine mit Katia Ricciarelli (1982) und die zweite mit Cecilia Gasdia (Argelia), Ernesto Palacio (Settimio) und Simone Alaimo (Murena) (1986) – gehört L’esule di Roma heute zu Donizettis vergessenen Werken.

Sänger der Uraufführung von 1828
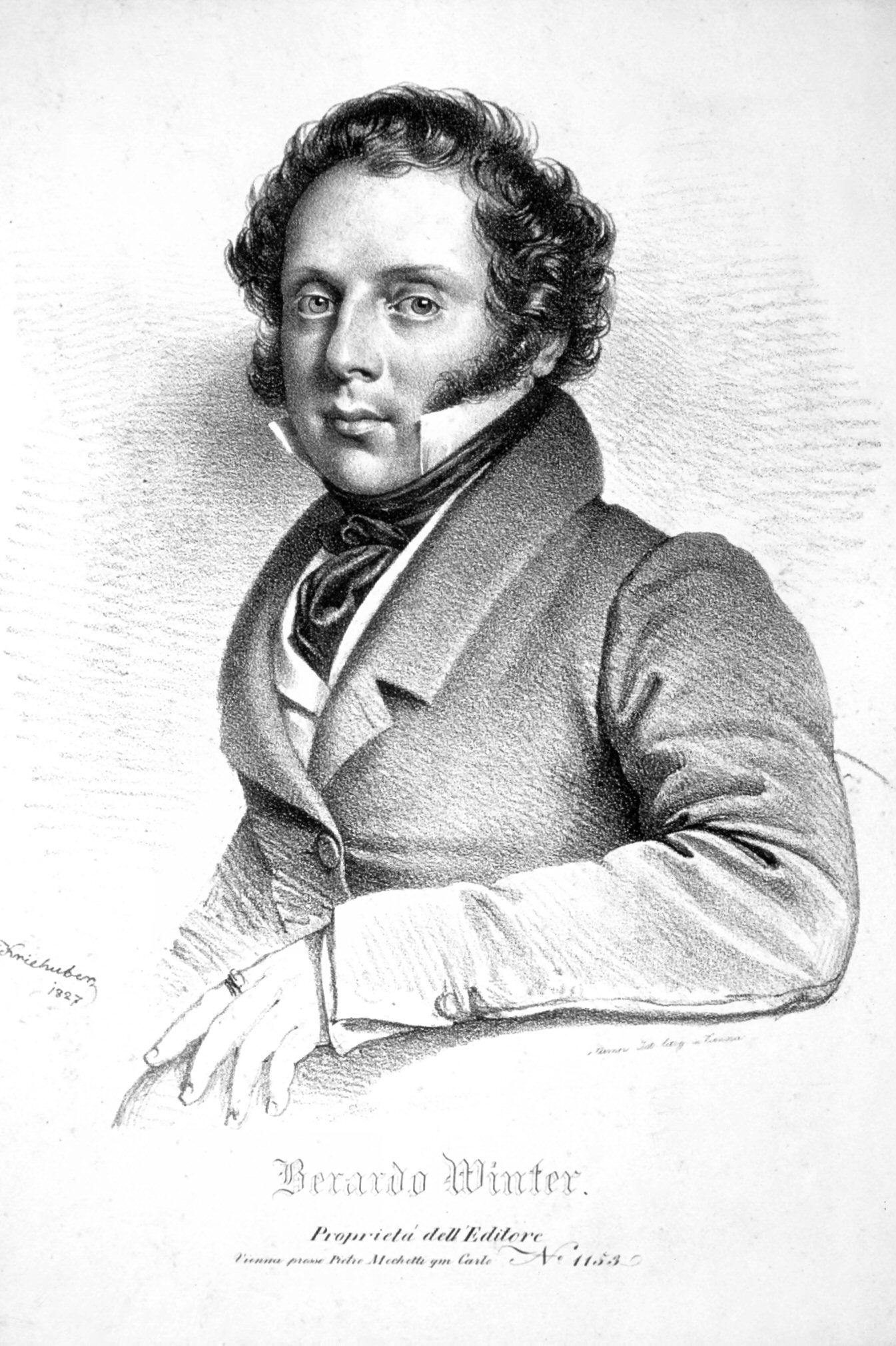
Berardo Winter (Settimio)
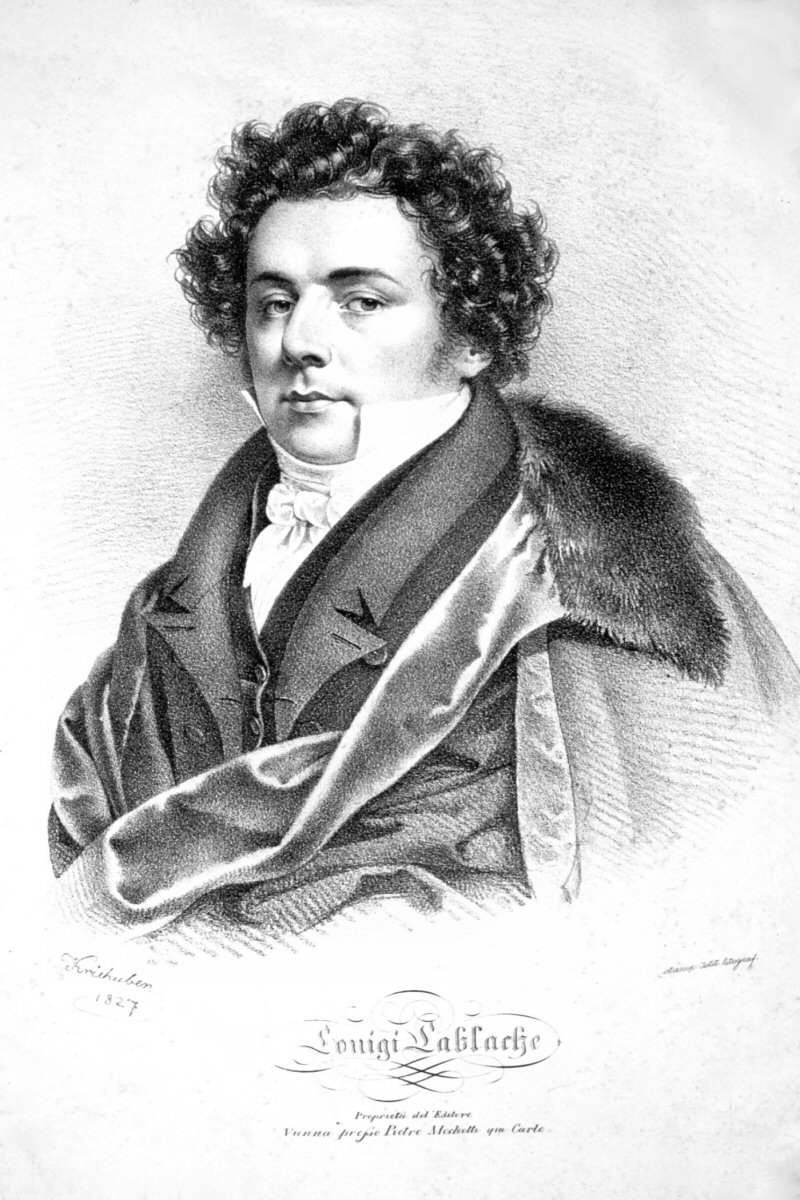
Luigi Lablache (Murena)

## Aufnahmen
- 1982: mit Katia Ricciarelli (Argelia), Bruce Brewer (Settimio), John-Paul Bogart (Murena) u. a., Chelsea Opera Group und Orchestra Pro Opera, Dir.: Leslie Head (Historical Recording Enterprises; Liveaufnahme)
- 1986: mit Cecilia Gasdia (Argelia), Ernesto Palacio (Settimio), Simone Alaimo (Murena) u. a.,  Coro dell’Opera Giocosa, Orchestra Sinfonica di Piacenza, Dir.: Massimo de Bernart (Bongiovanni; Liveaufnahme)
- 2024: mit Albina Shagimuratova (Argelia), Sergey Romanovsky (Settimio), Nicola Alaimo (Murena) u. a., Opera Rara Chorus, Britten Sinfonia, Dir.: Carlo Rizzi (Opera Rara ORC 64)[16]